# La Perouse
La Perouse – nazwa dzielnicy (przedmieścia), położonej na terenie samorządu lokalnego Randwick, wchodzącego w skład aglomeracji Sydney, w stanie Nowa Południowa Walia, w Australii. La Perouse znajduje się około 14 km od centrum Sydney w kierunku południowo-wschodnim, na półwyspie La Perouse.
Nazwa dzielnicy, jednej z nielicznych nazw w Sydney pochodzenia francuskiego (obok Sans Souci), wywodzi się od francuskiego podróżnika i odkrywcy, Jean-François de Galaup, hrabiego de La Pérouse, który przybył do Zatoki Botanicznej 26 stycznia 1788 roku. W dzielnicy znajduje się m.in. Muzeum La Perouse, które gromadzi mapy, instrumenty nawigacyjne i naukowe oraz inne pamiątki związane z francuskimi odkrywcami regionu. Obok muzeum stoi pomnik La Perouse, obelisk wzniesiony przez Francuzów w 1825 roku.
Niektóre sceny filmu Mission Impossible 2 zostały nakręcone w La Perouse.

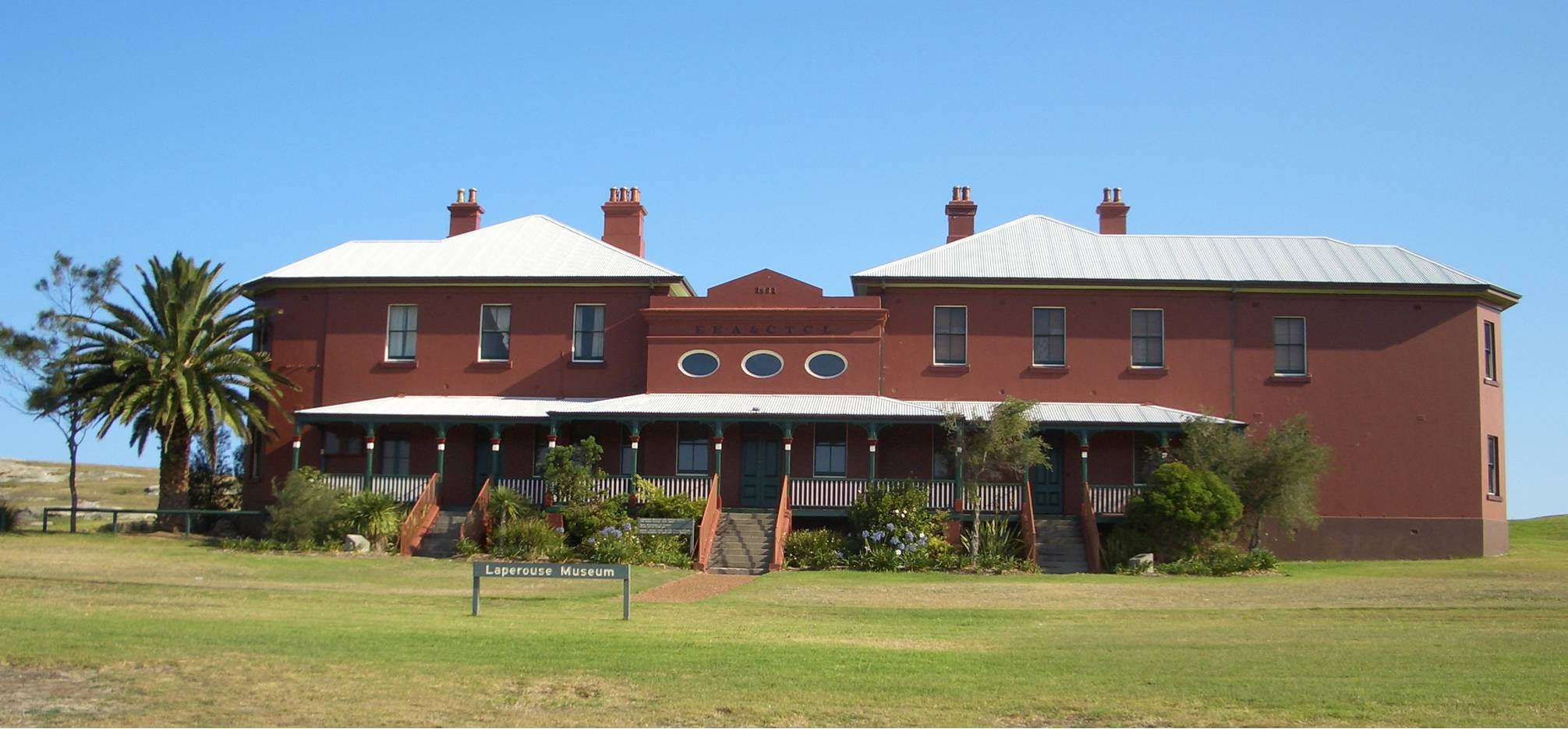
Muzeum La Perouse